# Hussein Ali Mwinyi
Hussein Ali Mwinyi (ur. 23 grudnia 1966) – zanzibarski i tanzański polityk, od 3 listopada 2020 prezydent Zanzibaru, członek partii politycznej Chama Cha Mapinduzi (CCM). Syn byłego prezydenta Tanzanii Alego Hassana Mwinyi.

## Życiorys
Hussein Ali Mwinyi urodził się 23 grudnia 1966 na Zanzibarze. Jest synem Alego Hassana Mwinyi, prezydenta Tanzanii w latach 1985–1995.
Mwinyi ukończył studia medyczne na Uniwersytecie Marmara w Stambule. Kształcił się także w Wielkiej Brytanii i Dar es Salaam.
Jego kariera polityczna rozpoczęła się na początku lat 2000., gdy zasiadał w Zgromadzeniu Narodowym Tanzanii. Od 2000 piastował stanowisko Ministra Obrony i Służb Narodowych. W późniejszych latach był także m.in. ministrem zdrowia.
W 2020 został wybrany prezydentem Zanzibaru.

## Życie osobiste
Hussein Ali Mwinyi jest żonaty i ma czworo dzieci. Pasjonat sportu, szczególnie piłki nożnej.